# 쇼머스트
쇼머스트는 대한민국의 쇼콰이어 그룹이다. 2018년 싱글 《나쁜기억지우개》로 정식 데뷔했다.

## 방송
- 제23회 극동방송 복음성가경연대회 (2015) - 금상

## 음반
- 23회 극동방송 복음성가경연대회 기념음반 (2015)
- 23회 극동방송 복음성가경연대회 본선곡 The Voice (2015)
- 나쁜기억지우개 (2018)
- Go on (2019)
- Hits (2021)